# Benjamin Franklin Butler (avvocato)
Benjamin Franklin Butler (Kinderhook, 17 dicembre 1795 – Parigi, 8 novembre 1858) è stato un politico statunitense.

## Biografia
Fu il 13º procuratore generale degli Stati Uniti durante la presidenza di Andrew Jackson (7º presidente) prima e la presidenza di Martin Van Buren (8º presidente) poi.
Figlio di Medad Butler e Hannah (Tylee) Butler. Ha studiato presso l'Accademia di Hudson nello stato di New York, sposò Harriet Allen nel 1818. Uno dei suoi figli fu William Allen Butler. Morì durante una visita in Europa.

## Riconoscimenti
Fort Butler venne chiamato così in suo nome.